# Gobioidei
Los gobioideos (Gobioidei) son un suborden de peces dentro del orden Perciformes. Son generalmente de hábitos sedentarios y coloración de camuflaje, con ojos más o menos saltones y cuerpo alargado. 
Como en la mayoría de los organismos bentónicos, los gobiiformes no tienen una vejiga de gas o vejiga de natación, lo que evita que se suspendan en la columna de agua, por lo que deben permanecer en la parte inferior.

## Sistemática
De acuerdo al sistema de Nelson, el suborden Gobioidei se encuentra incluido en el orden Perciformes.
Existen nueve familias encuadradas en este suborden:
- Familia Rhyacichthyidae - Riacíctidos
- Familia Odontobutidae - Odontobútidos
- Familia Eleotridae - Guavinas
- Familia Gobiidae - Gobios
- Familia Kraemeriidae - Kreméridos
- Familia Microdesmidae - Peces-lombriz
- Familia Schindleriidae - Esquindléridos
- Familia Ptereleotridae - Ptereleótridos
- Familia Xenisthmidae - Xenístmidos

Estudios recientes promovieron la propuesta de escindir el suborden Gobioidea en categoría de orden, el de los Gobiiformes. Las relaciones filogenéticas de los Gobiiformes se han dilucidado utilizando datos moleculares..
A continuación se muestran las relaciones filogenéticas del orden Gobiiformes de acuerdo a Thacker (2015): En esta clasificación, Kraemeriidae, Microdesmidae y Schindleriidae se incluyen en Gobiidae. Butidae y Milyeringidae se separan de Eleotridae.

|  | Rhyacichthyidae |
|  |                 |
|  | Odontobutidae   |
|  |                 |

|  | Thalasseleotrididae |
|  | |
|  | \| \| Oxudercidae (Gobionellidae) \| \| \| \| \| \| Gobiidae (incl. Kraemeriidae, Microdesmidae y Schindleriidae) \| \| \| \| |
|  | |
|  | Oxudercidae (Gobionellidae)                                                                                                   |
|  | |
|  | Gobiidae (incl. Kraemeriidae, Microdesmidae y Schindleriidae)                                                                 |
|  | |

|  | Oxudercidae (Gobionellidae)                                   |
|  |                                                               |
|  | Gobiidae (incl. Kraemeriidae, Microdesmidae y Schindleriidae) |
|  |                                                               |

|  | Thalasseleotrididae |
|  | |
|  | \| \| Oxudercidae (Gobionellidae) \| \| \| \| \| \| Gobiidae (incl. Kraemeriidae, Microdesmidae y Schindleriidae) \| \| \| \| |
|  | |
|  | Oxudercidae (Gobionellidae)                                                                                                   |
|  | |
|  | Gobiidae (incl. Kraemeriidae, Microdesmidae y Schindleriidae)                                                                 |
|  | |

|  | Oxudercidae (Gobionellidae)                                   |
|  |                                                               |
|  | Gobiidae (incl. Kraemeriidae, Microdesmidae y Schindleriidae) |
|  |                                                               |

|  | Thalasseleotrididae |
|  | |
|  | \| \| Oxudercidae (Gobionellidae) \| \| \| \| \| \| Gobiidae (incl. Kraemeriidae, Microdesmidae y Schindleriidae) \| \| \| \| |
|  | |
|  | Oxudercidae (Gobionellidae)                                                                                                   |
|  | |
|  | Gobiidae (incl. Kraemeriidae, Microdesmidae y Schindleriidae)                                                                 |
|  | |

|  | Oxudercidae (Gobionellidae)                                   |
|  |                                                               |
|  | Gobiidae (incl. Kraemeriidae, Microdesmidae y Schindleriidae) |
|  |                                                               |

|  | Thalasseleotrididae |
|  | |
|  | \| \| Oxudercidae (Gobionellidae) \| \| \| \| \| \| Gobiidae (incl. Kraemeriidae, Microdesmidae y Schindleriidae) \| \| \| \| |
|  | |
|  | Oxudercidae (Gobionellidae)                                                                                                   |
|  | |
|  | Gobiidae (incl. Kraemeriidae, Microdesmidae y Schindleriidae)                                                                 |
|  | |

|  | Oxudercidae (Gobionellidae)                                   |
|  |                                                               |
|  | Gobiidae (incl. Kraemeriidae, Microdesmidae y Schindleriidae) |
|  |                                                               |

|  | Thalasseleotrididae |
|  | |
|  | \| \| Oxudercidae (Gobionellidae) \| \| \| \| \| \| Gobiidae (incl. Kraemeriidae, Microdesmidae y Schindleriidae) \| \| \| \| |
|  | |
|  | Oxudercidae (Gobionellidae)                                                                                                   |
|  | |
|  | Gobiidae (incl. Kraemeriidae, Microdesmidae y Schindleriidae)                                                                 |
|  | |

|  | Oxudercidae (Gobionellidae)                                   |
|  |                                                               |
|  | Gobiidae (incl. Kraemeriidae, Microdesmidae y Schindleriidae) |
|  |                                                               |

|  | Thalasseleotrididae |
|  | |
|  | \| \| Oxudercidae (Gobionellidae) \| \| \| \| \| \| Gobiidae (incl. Kraemeriidae, Microdesmidae y Schindleriidae) \| \| \| \| |
|  | |
|  | Oxudercidae (Gobionellidae)                                                                                                   |
|  | |
|  | Gobiidae (incl. Kraemeriidae, Microdesmidae y Schindleriidae)                                                                 |
|  | |

|  | Oxudercidae (Gobionellidae)                                   |
|  |                                                               |
|  | Gobiidae (incl. Kraemeriidae, Microdesmidae y Schindleriidae) |
|  |                                                               |

|  | Thalasseleotrididae |
|  | |
|  | \| \| Oxudercidae (Gobionellidae) \| \| \| \| \| \| Gobiidae (incl. Kraemeriidae, Microdesmidae y Schindleriidae) \| \| \| \| |
|  | |
|  | Oxudercidae (Gobionellidae)                                                                                                   |
|  | |
|  | Gobiidae (incl. Kraemeriidae, Microdesmidae y Schindleriidae)                                                                 |
|  | |

|  | Oxudercidae (Gobionellidae)                                   |
|  |                                                               |
|  | Gobiidae (incl. Kraemeriidae, Microdesmidae y Schindleriidae) |
|  |                                                               |

|  | Thalasseleotrididae |
|  | |
|  | \| \| Oxudercidae (Gobionellidae) \| \| \| \| \| \| Gobiidae (incl. Kraemeriidae, Microdesmidae y Schindleriidae) \| \| \| \| |
|  | |
|  | Oxudercidae (Gobionellidae)                                                                                                   |
|  | |
|  | Gobiidae (incl. Kraemeriidae, Microdesmidae y Schindleriidae)                                                                 |
|  | |

|  | Oxudercidae (Gobionellidae)                                   |
|  |                                                               |
|  | Gobiidae (incl. Kraemeriidae, Microdesmidae y Schindleriidae) |
|  |                                                               |

|  | Rhyacichthyidae |
|  |                 |
|  | Odontobutidae   |
|  |                 |

|  | Thalasseleotrididae |
|  | |
|  | \| \| Oxudercidae (Gobionellidae) \| \| \| \| \| \| Gobiidae (incl. Kraemeriidae, Microdesmidae y Schindleriidae) \| \| \| \| |
|  | |
|  | Oxudercidae (Gobionellidae)                                                                                                   |
|  | |
|  | Gobiidae (incl. Kraemeriidae, Microdesmidae y Schindleriidae)                                                                 |
|  | |

|  | Oxudercidae (Gobionellidae)                                   |
|  |                                                               |
|  | Gobiidae (incl. Kraemeriidae, Microdesmidae y Schindleriidae) |
|  |                                                               |

|  | Thalasseleotrididae |
|  | |
|  | \| \| Oxudercidae (Gobionellidae) \| \| \| \| \| \| Gobiidae (incl. Kraemeriidae, Microdesmidae y Schindleriidae) \| \| \| \| |
|  | |
|  | Oxudercidae (Gobionellidae)                                                                                                   |
|  | |
|  | Gobiidae (incl. Kraemeriidae, Microdesmidae y Schindleriidae)                                                                 |
|  | |

|  | Oxudercidae (Gobionellidae)                                   |
|  |                                                               |
|  | Gobiidae (incl. Kraemeriidae, Microdesmidae y Schindleriidae) |
|  |                                                               |

|  | Thalasseleotrididae |
|  | |
|  | \| \| Oxudercidae (Gobionellidae) \| \| \| \| \| \| Gobiidae (incl. Kraemeriidae, Microdesmidae y Schindleriidae) \| \| \| \| |
|  | |
|  | Oxudercidae (Gobionellidae)                                                                                                   |
|  | |
|  | Gobiidae (incl. Kraemeriidae, Microdesmidae y Schindleriidae)                                                                 |
|  | |

|  | Oxudercidae (Gobionellidae)                                   |
|  |                                                               |
|  | Gobiidae (incl. Kraemeriidae, Microdesmidae y Schindleriidae) |
|  |                                                               |

|  | Thalasseleotrididae |
|  | |
|  | \| \| Oxudercidae (Gobionellidae) \| \| \| \| \| \| Gobiidae (incl. Kraemeriidae, Microdesmidae y Schindleriidae) \| \| \| \| |
|  | |
|  | Oxudercidae (Gobionellidae)                                                                                                   |
|  | |
|  | Gobiidae (incl. Kraemeriidae, Microdesmidae y Schindleriidae)                                                                 |
|  | |

|  | Oxudercidae (Gobionellidae)                                   |
|  |                                                               |
|  | Gobiidae (incl. Kraemeriidae, Microdesmidae y Schindleriidae) |
|  |                                                               |

|  | Thalasseleotrididae |
|  | |
|  | \| \| Oxudercidae (Gobionellidae) \| \| \| \| \| \| Gobiidae (incl. Kraemeriidae, Microdesmidae y Schindleriidae) \| \| \| \| |
|  | |
|  | Oxudercidae (Gobionellidae)                                                                                                   |
|  | |
|  | Gobiidae (incl. Kraemeriidae, Microdesmidae y Schindleriidae)                                                                 |
|  | |

|  | Oxudercidae (Gobionellidae)                                   |
|  |                                                               |
|  | Gobiidae (incl. Kraemeriidae, Microdesmidae y Schindleriidae) |
|  |                                                               |

|  | Thalasseleotrididae |
|  | |
|  | \| \| Oxudercidae (Gobionellidae) \| \| \| \| \| \| Gobiidae (incl. Kraemeriidae, Microdesmidae y Schindleriidae) \| \| \| \| |
|  | |
|  | Oxudercidae (Gobionellidae)                                                                                                   |
|  | |
|  | Gobiidae (incl. Kraemeriidae, Microdesmidae y Schindleriidae)                                                                 |
|  | |

|  | Oxudercidae (Gobionellidae)                                   |
|  |                                                               |
|  | Gobiidae (incl. Kraemeriidae, Microdesmidae y Schindleriidae) |
|  |                                                               |

|  | Thalasseleotrididae |
|  | |
|  | \| \| Oxudercidae (Gobionellidae) \| \| \| \| \| \| Gobiidae (incl. Kraemeriidae, Microdesmidae y Schindleriidae) \| \| \| \| |
|  | |
|  | Oxudercidae (Gobionellidae)                                                                                                   |
|  | |
|  | Gobiidae (incl. Kraemeriidae, Microdesmidae y Schindleriidae)                                                                 |
|  | |

|  | Oxudercidae (Gobionellidae)                                   |
|  |                                                               |
|  | Gobiidae (incl. Kraemeriidae, Microdesmidae y Schindleriidae) |
|  |                                                               |

|  | Thalasseleotrididae |
|  | |
|  | \| \| Oxudercidae (Gobionellidae) \| \| \| \| \| \| Gobiidae (incl. Kraemeriidae, Microdesmidae y Schindleriidae) \| \| \| \| |
|  | |
|  | Oxudercidae (Gobionellidae)                                                                                                   |
|  | |
|  | Gobiidae (incl. Kraemeriidae, Microdesmidae y Schindleriidae)                                                                 |
|  | |

|  | Oxudercidae (Gobionellidae)                                   |
|  |                                                               |
|  | Gobiidae (incl. Kraemeriidae, Microdesmidae y Schindleriidae) |
|  |                                                               |

## Imágenes

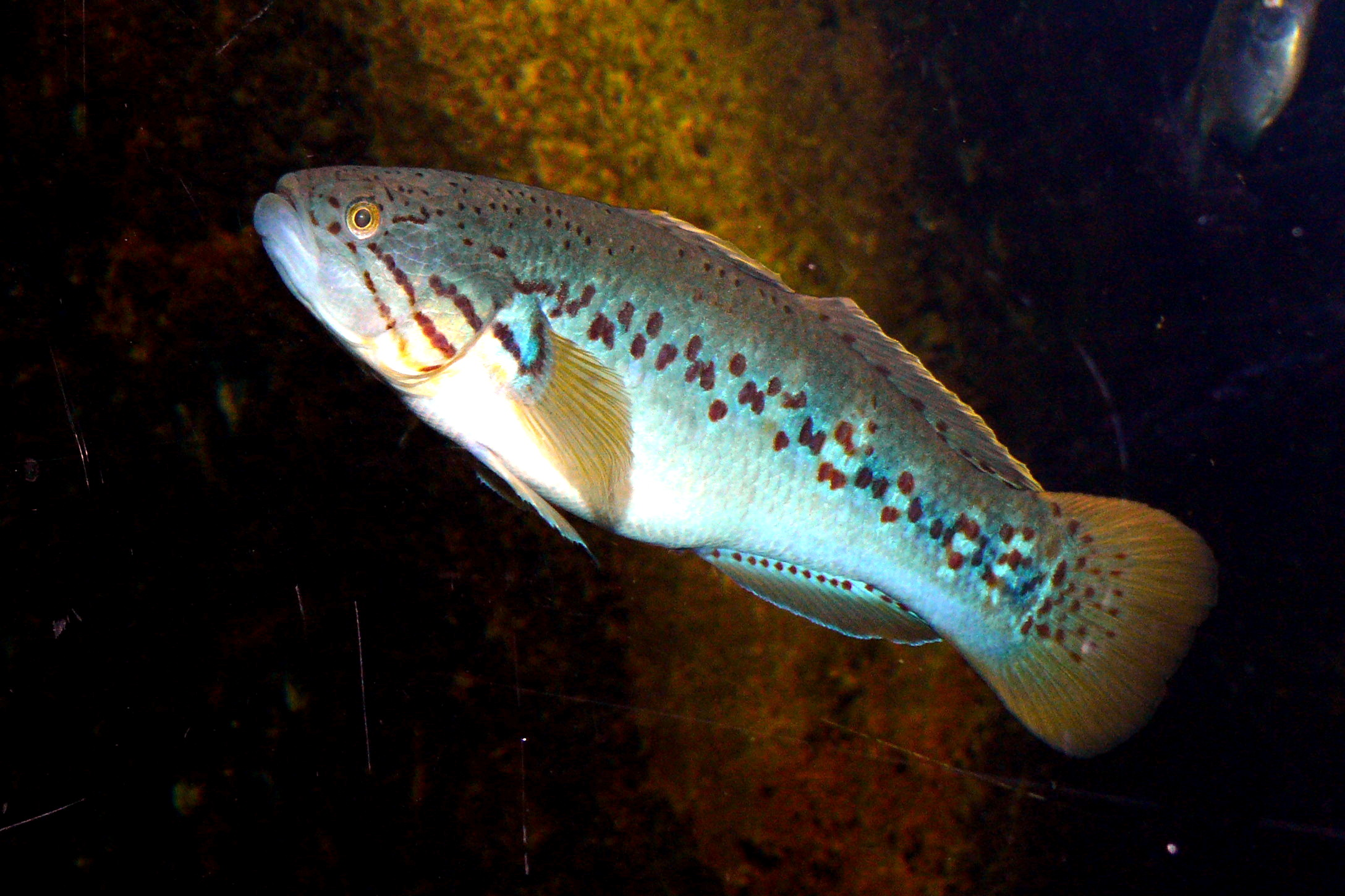
Guavina
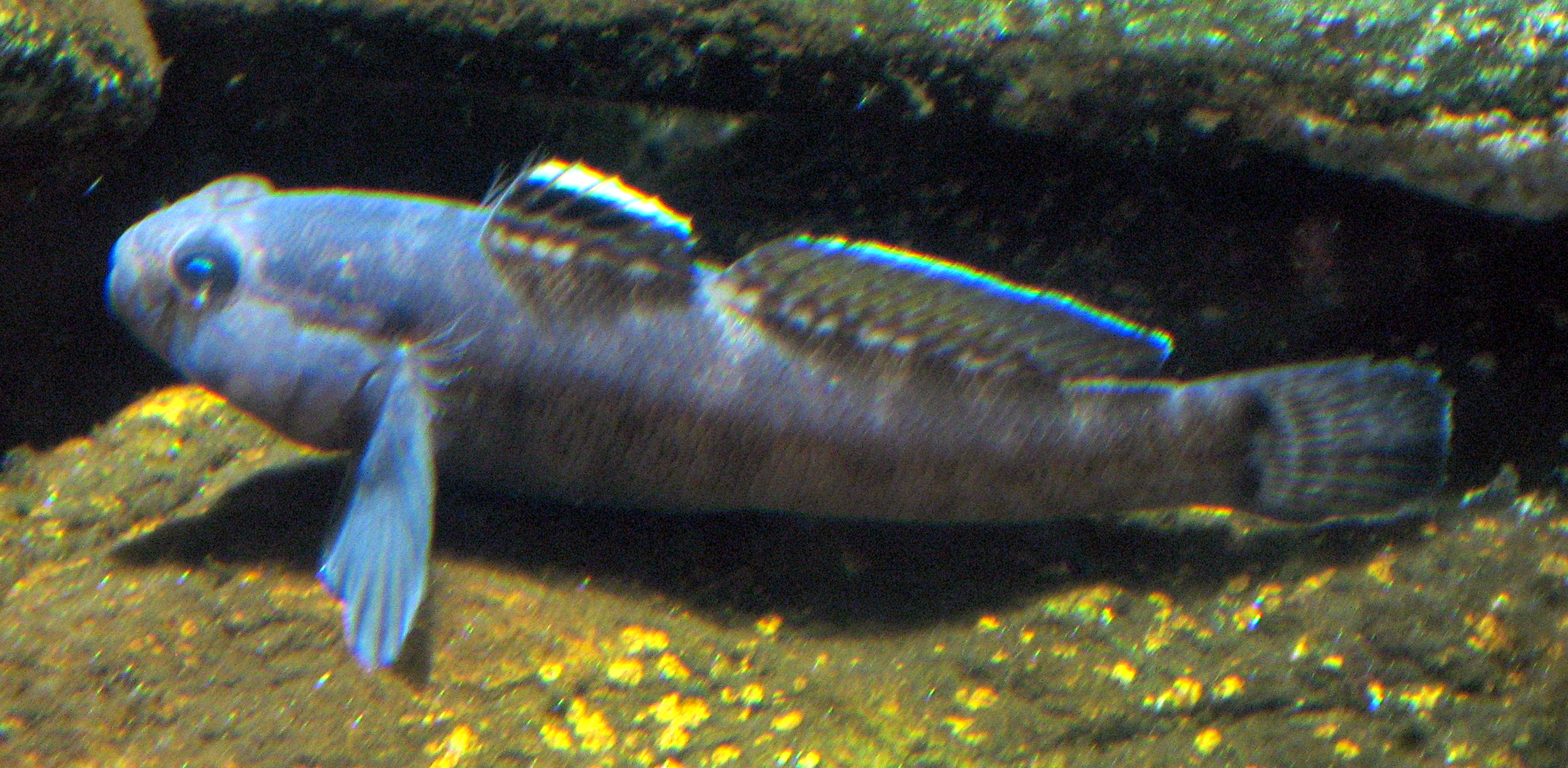
Gobio
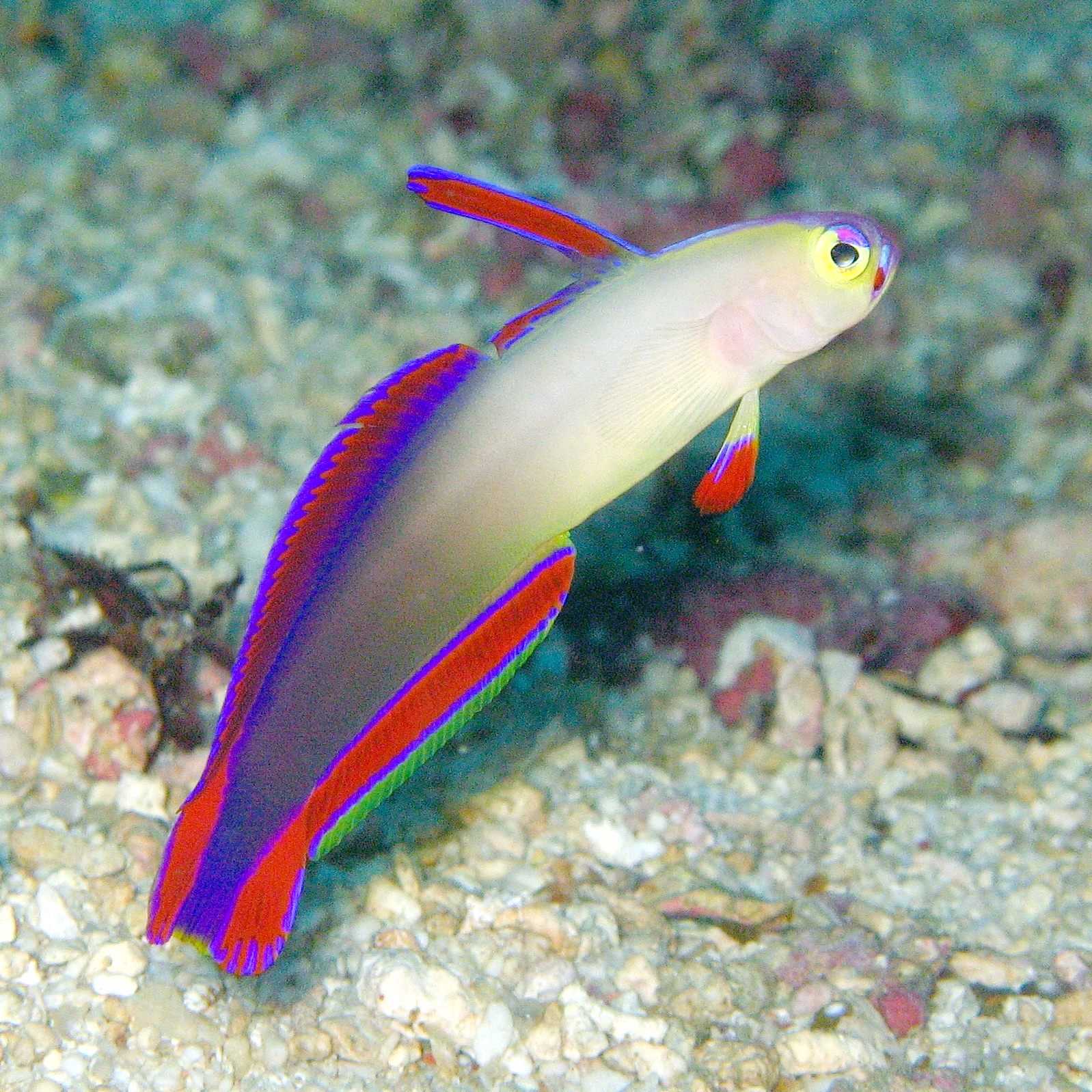
Ptereleótrido
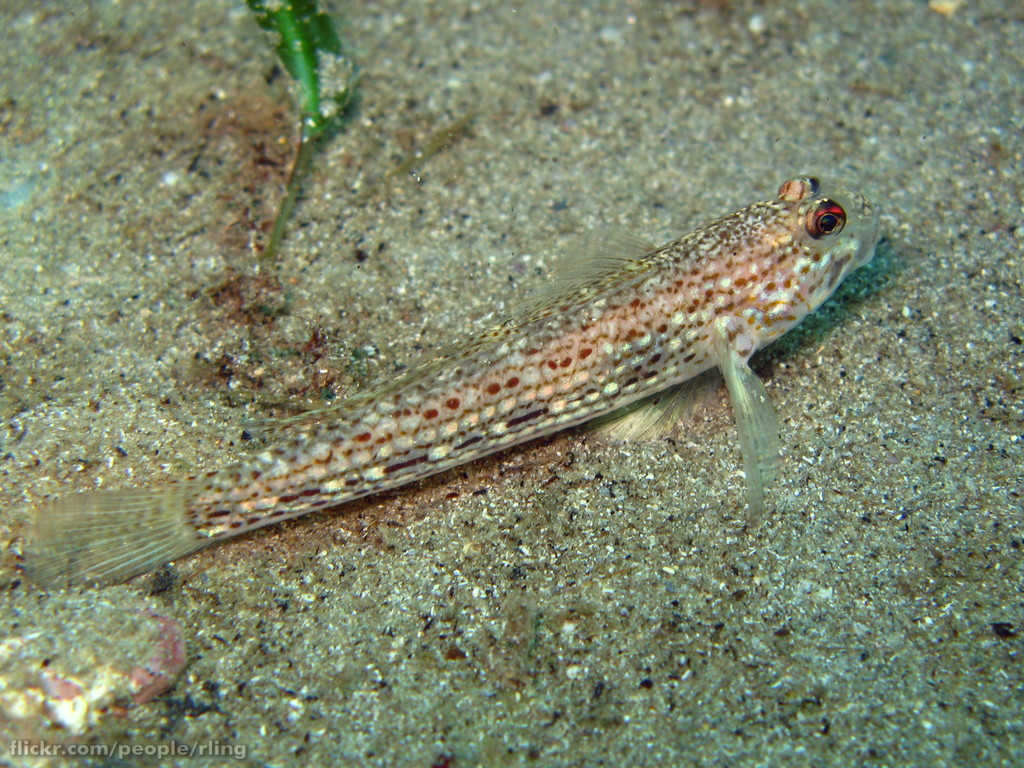
Típico gobio